# Pommier d'ornement

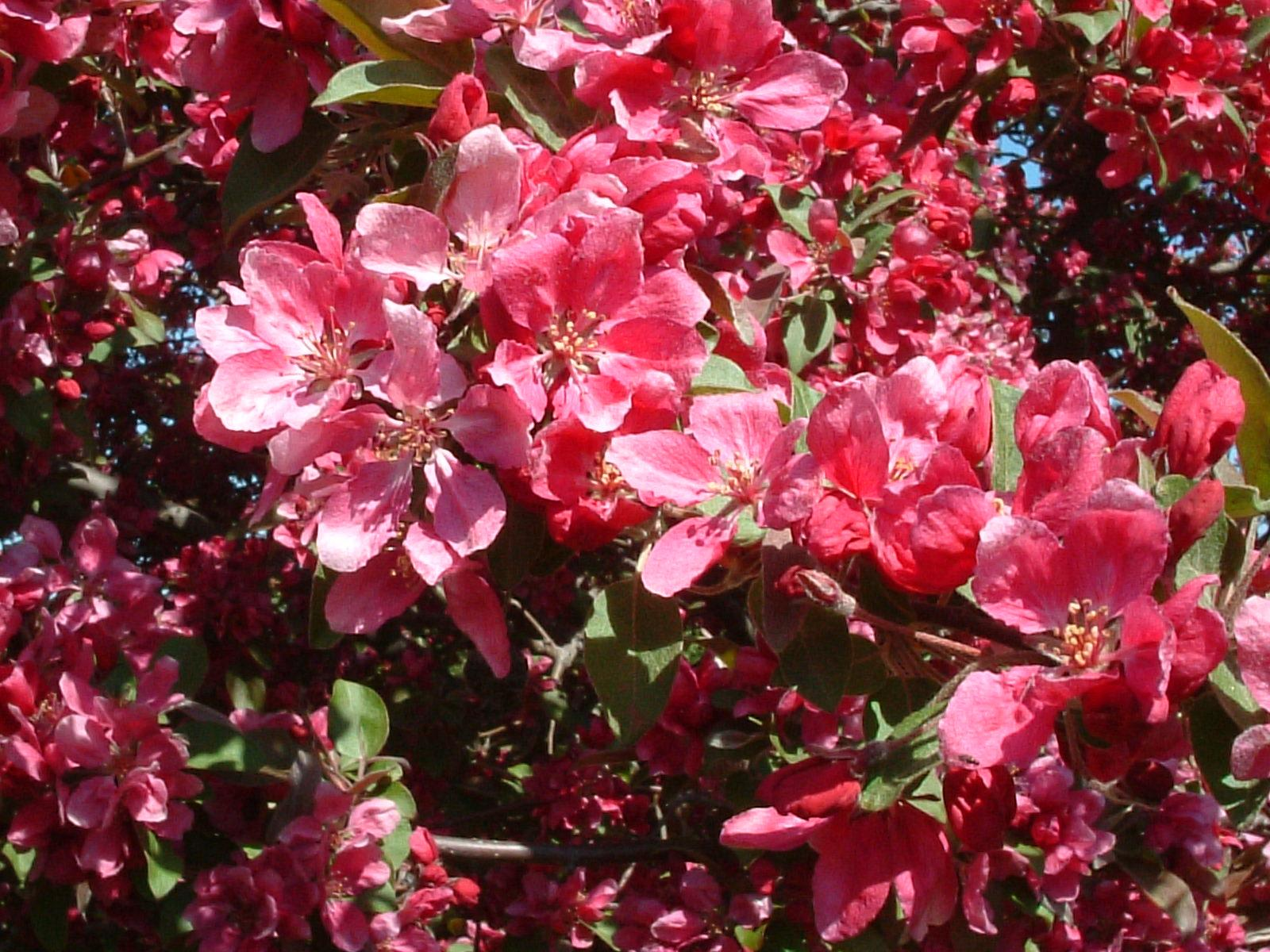
Malus floribunda.

Un pommier d'ornement est un arbuste dont les caractéristiques sont d'abord sélectionnées pour sa valeur ornementale ; ses fruits restent comestibles bien que de taille réduite. Il est aussi qualifié de « pommier à fleurs ».